# 莱奥冈施泰因山

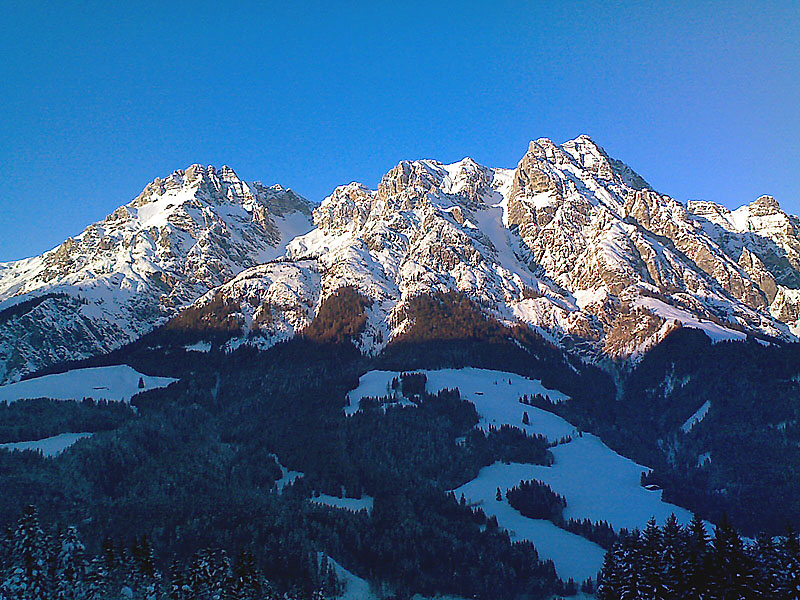

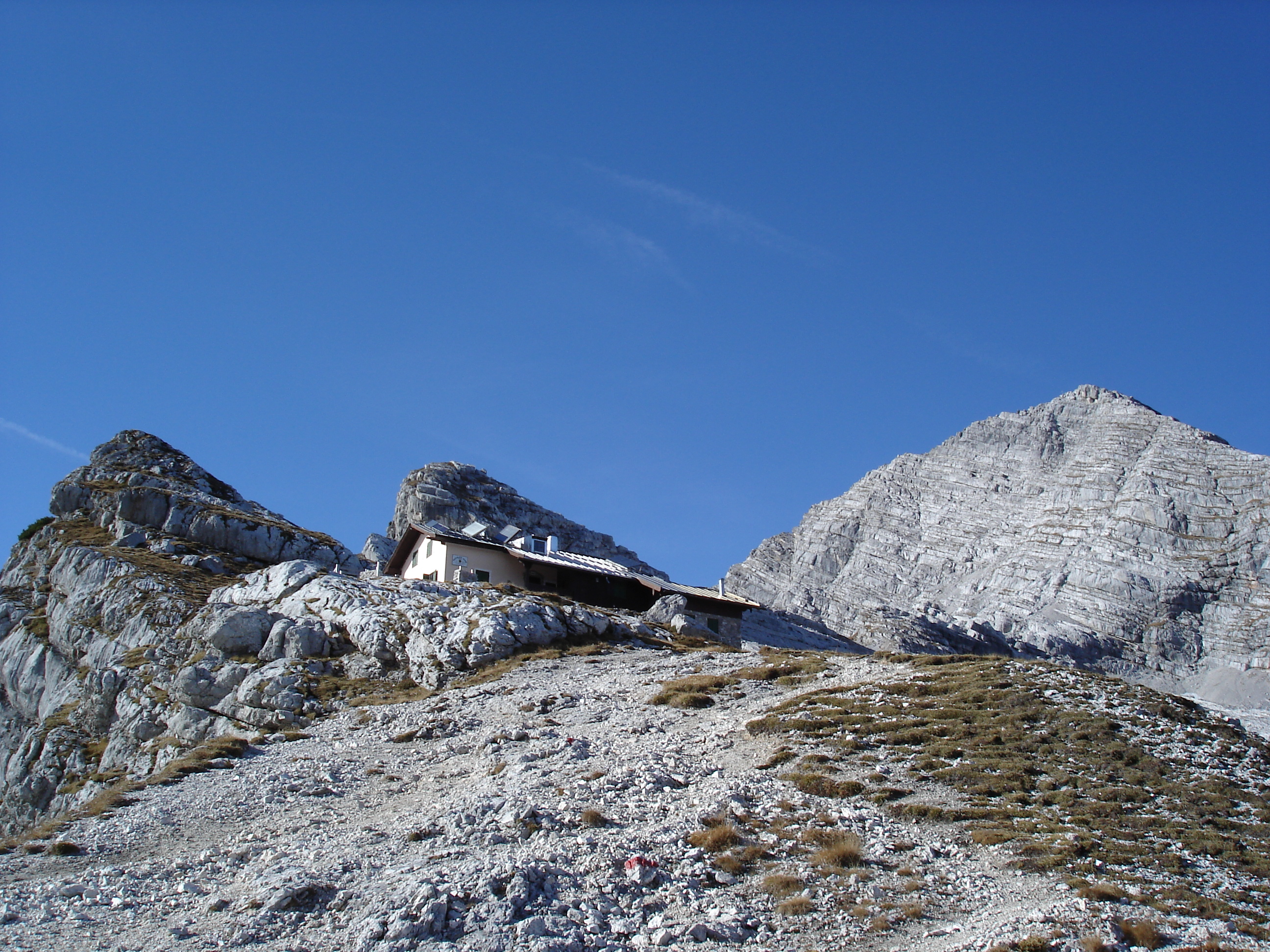

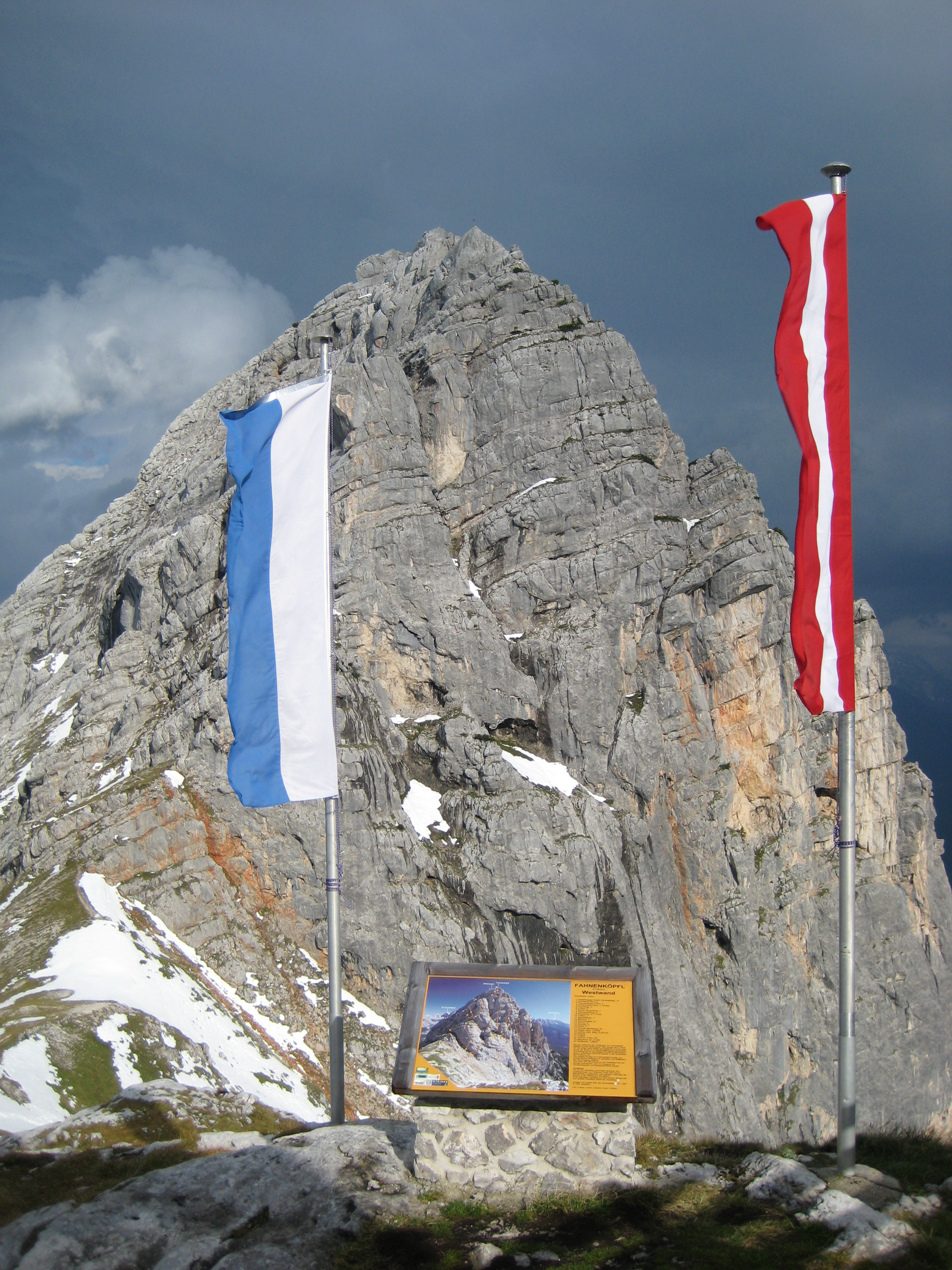

莱奥冈施泰因山（德語：Leoganger Steinberge）是奧地利的山脈，是北石灰岩山脉的一部分，橫跨薩爾茨堡州和蒂羅爾州，最高點海拔高度2,634米，山脈取名自萊奧岡。